# Судува (стадион)
„Суду̀ва“ е многофункционален стадион в град Мариямполе, Литва.
Построен е през 2008 г. Разполага с капацитет от 6250 седящи места. Има естествена тревна настилка. 
На него домакинските си мачове играят местният футболен отбор „Судува“ и Националният отбор по футбол на Литва.